# Улица Ленина (Реутов)
У́лица Ле́нина — центральная улица в северной части города Реутова.

## Расположение
Улица начинается от примыкания к улице Дзержинского, рядом с выходом из подземного перехода, соединяющего с южной стороной города. Слева до Новой улицы примыкает улица Калинина, справа Больничный проезд и Старая площадь. Пересекает Новую улицу, далее слева примыкает Лесная улица и безымянная площадь у мэрии. Заканчивается на пересечении с улицей Победы, переходя в улицу Гагарина.

## История
Дорога образовалась за деревянным забором, возведённым в 1881 году вокруг фабричного посёлка, на участке между Крутицкими и Ивановскими воротами. В 1927 году образовавшаяся улица получила название 10-летия Октября.
В 1960 году была переименована в улицу Ленина в честь 90-летия со дня его рождения.
В начале 1970-х годов улица была спрямлена и доведена до ж\д станции Реутово. Оставшийся съезд на Ашхабадскую улицу стал именоваться Больничным проездом.

## Примечательные здания и сооружения
В конце улицы расположена скульптура символа города - колокола Реут.

## Транспорт
- Железнодорожная станция Реутово.
- Ближайшие станции метрополитена — «Новокосино» и «Новогиреево».

С ноября 2024 года был введён первый участок платной парковки.